# اچ‌ام‌اس لیجن (جی۷۴)
اچ‌ام‌اس لژیون (جی۷۴) (به انگلیسی: HMS Legion (G74)) یک کشتی به طول ۳۶۲٫۵ فوت (۱۱۰٫۵ متر) بود که در سال ۱۹۳۹ ساخته شد.